# Fredric Wertham
Fredric Wertham, född 20 mars 1895 i München, död 18 november 1981, var en judisk tysk-amerikansk psykiater och författare.
Wertham protesterade kraftfullt mot de som han ansåg skadliga effekterna på barns utveckling av våldsamt bildspråk i massmedia och serietidningar. Hans mest kända bok var Seduction of the Innocent (1954), som ledde till att USA:s kongress inledde en utredning av serietidningsindustrin och till skapandet av Comics Code Authority, en organisation som skapades som en sorts frivillig censurorganisation. Han kallade televisionen för "en skola för våld" och sa "Om jag möter en oregerlig tonåring i en mörk gränd, skulle jag föredra att det var en som inte har sett filmen Bonnie & Clyde".

## Bakgrund
Fredric Wertham studerade medicin i Tyskland och Storbritannien och specialiserade sig inom psykiatri, efter att ha korresponderat med Sigmund Freud. 1922 fick han erbjudande om att börja arbeta vid Phipps Psychiatric Clinic vid Johns Hopkins Hospital, Baltimore, Maryland i USA. Han blev medborgare i USA 1927. Han flyttade till New York 1932 för att leda den psykiatriska klinik som var kopplad till New Yorks Allmänna domstol, där alla dömda brottslingar fick en psykiatrisk bedömning som sedan användes i rätten. 1935 vittnade han för försvaret i rättegången med Albert Fish, och uppgav att Fish var sinnessjuk.

## Förförelse av de oskyldiga (Seduction of the Innocent)och utfrågningar i Senaten

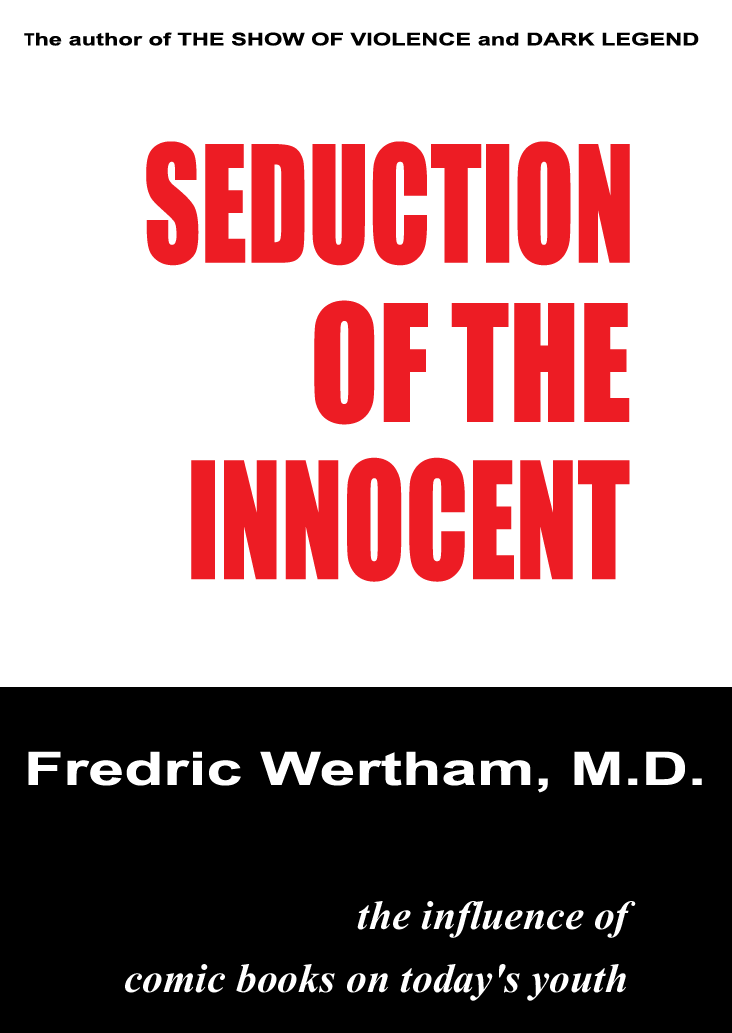
Förförelse av de oskyldiga

Seduction of the Innocent beskrev öppet eller dolt skildringar av våld, sex och droganvändning inom "brottsserier". Brottsserier var en term Wertham använde för att beskriva inte bara de populära gangster-orienterade serierna utan även superhjälte- och skräckserier. Wertham hävdade, huvudsakligen utifrån odokumenterade anekdoter, att läsning av dessa serier uppmuntrade liknande beteende bland barn.
Serierna på den tiden - speciellt de brotts- och skräcktitlar som EC Comics hade börjat ge ut - saknade inte ohyggliga bilder; Wertham använde dem ständigt i sin argumentation och framhöll dem som återkommande morbida teman.). Många av hans övriga antagande, särskilt kring teman som dolda sexuella teman i serierna, möttes från serietidningsindustrin med hån. Dessa antaganden inkluderade att många teckningar av muskler eller bark på träd innehöll bilder av nakna kvinnor liksom att Läderlappen och Robin hade en homosexuell relation. Werthams påstående att Wonder Woman hade en undertext om bondage var bättre dokumenterad eftersom hennes skapare William Moulton Marston instämde i detta, däremot inte i Werthams påstående att Wonder Womans styrka och oberoende gjorde henne lesbisk.
Vid denna tid hade vuxna serieälskare börjat organisera sig i fan-klubbar och liknande med fokus på serieböcker. Det är därför ironiskt att Wertham på ett ställe i sin bok Seduction ... framhåller "Jag har träffat många vuxna som har bevarat en del av sin barndoms böcker som skatter. Jag har däremot aldrig träffat en vuxen eller ungdom som - när de har vuxit ifrån serier - ens skulle drömma om att spara någon av dessa, vare sig av sentimentala eller andra skäl.
Något som ofta förbises i diskussionerna kring Seduction of the Innocent är Werthams analys kring annonserna - som förekom i 1950-talets serietidningar - och av det kommersiella sammanhang i vilket dessa publikationer existerade. Wertham protesterade inte bara mot våldet i serierna utan också mot att luftgevär och knivar utannonserades på samma uppslag. En annan sak som Wertham tar upp i sin bok som knappast nämndes i recensionerna är påståendena att återförsäljarna av serier utsattes för en form av utpressning. Detta genom att distributörerna enligt Wertham kunde hota med att helt stoppa leveranserna till återförsäljare som inte villa sälja vissa tidningar, t ex sådana som skräckserier.
Uppståndelsen som denna bok skapade - samt Werthams goda rykte som expert vid rättegångar - gjorde det oundvikligt att han skulle kallas till Senatens utfrågningar kring ungdomsbrottslighet, ledda av Estes Kefauver. I sin utförliga redogörelse inför kommittén återupprepade Wertham sin argumentation från boken. Han pekade ut serier som en huvudorsak till ungdomsbrottslighet. I sin bok om Wertham och dessa händelser skriver Bart Beaty "Wertham återupprepade sina krav ... [på] nationell lagstiftning som skulle förbjuda försäljning eller uppvisande av serietidningar för barn yngre än 15 år. Detta utifrån ett allmänt hälso-perspektiv". Kommitténs utfrågning av nästa vittne, William Gaines från EC Comics, fokuserade på våldsamma scener av den typ Wertham hade fördömt. Även om kommittén slutrapport inte anklagar serier för att skapa brottslighet, rekommenderade man att serieindustrin frivilligt skulle tona ner innehållet i serierna. Industrin uppfattade sannolikt detta som ett förtäckt hot om en potentiell censur, och inrättade därför själv "the Comics Code Authority" (CCA) som skulle ägna sig åt en sorts självcensur. Inte bara våldsamma bilder kom att förbjudas, även specifika ord och koncept såsom terror och zombies förbjöds. Vidare krävde CCA att brottslingar alltid måste straffas, vilket i praktiken gjorde att vissa typer av serier slutade publiceras. Kvar blev en sorts sanerad restprodukt av de tidigare serierna. Medan Wertham ansåg CCA som tandlös, menade flertalet inom industrin att den var drakonisk.

## Senare karriär
Werthams åsikter om massmedia har överskuggat hans engagemang kring våld och kring att skydda barn från psykisk skada. Hans texter om de negativa effekterna av rassegregering användes som bevismaterial i det viktiga fallet i USA:s högsta domstol: Brown v. Board of Education. Hans bok från 1966 A Sign for Cain tog upp ämnet kring medicinskt professionella som deltog i Förintelsen.
1959 försökte Wertham ge ut en uppföljare till Seduction. Denna skulle heta Kriget mot barnen och behandla televisionens skadliga effekter. Till Werthams frustration var inga förläggare intresserade av att ge ut denna.
Wertham förnekade alltid att han var för censur liksom att han skulle ha någonting principiellt emot serier. På 1970-talet riktade han sitt intresse mot de positiva sidorna av subkulturen kring serier. I sin sista bok The World of Fanzines (1974), fann han att seriefanzin var "ett konstruktivt och sunt utlopp för kreativa förmågor". Detta uppges ha resulterat i att Wertham bjöds in för att tala inför en serietidningskongress i New York. Wertham var dock fortfarande ökänd bland många fans, och han mötte misstänksamhet och häcklande vid kongressen. Efter detta slutade han skriva om serier.
Före sin pensionering blev han professor i psykiatri vid New York University, psykiater vid New York City Department of Hospitals och psykiater och chef vid mentalkliniken vid Bellevue Hospital Center.
Wertham dog 1981 i sitt hem i Pennsylvania, vid 86 års ålder.